# 第拿里人种
第拿里人种（英語：Dinaric race）是20世纪初人類學家劃分的高加索人种分支。

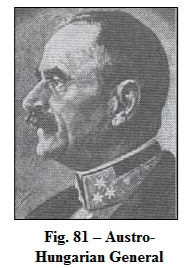
一名奥匈帝国将军，第拿里人种，《The Racial Elements of European History》(1927年)，汉斯·京特著。

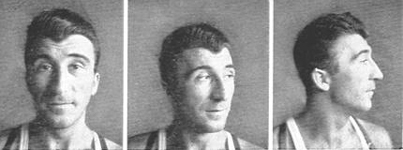
斯洛伐克人，第拿里人种。

## 体質
在苏联时代的人类学概念，人种名来自於迪纳拉山脉。特征是浅色肤色、高大（腿长，躯干短）、眼珠颜色多变（常为棕色眼珠）、短颅型、发色多变、多为深褐色（通常为深褐色到深金色头发）、长面、非常狭窄和突出的鼻子、常见鹰钩鼻与宽大的脚板。

## 起源

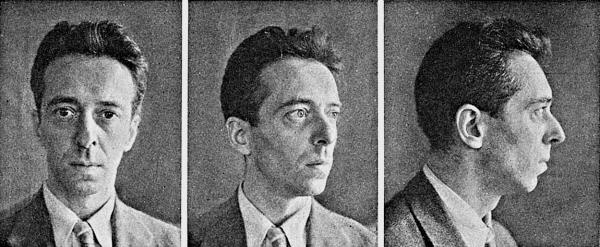
来自德国海德堡的第拿里化德国人，第拿里人种。

一些理论认为他们是欧洲新石器时代居民（色雷斯人），他们是地中海人种与阿尔卑斯人种的混血。分布範圍由法国东南、瑞士、德国南部、奥地利、意大利北部至巴尔干到波兰，甚至是英国也有分布。他们是阿尔卑斯人种另一种特化类型。关于第拿里人种的起源，人类学家提出了几种理论。大多数学者一致认为，此人种是从新石器时代就开始在其目前的栖息地发展至今的。人类学家汉斯·京特和卡尔顿·S·库恩都声称欧洲青铜时代的钟形杯文化的居民至少部分为第拿里人种。

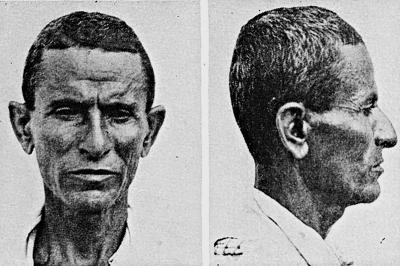
来自阿拉伯港口城市吉达的第拿里化阿拉伯人，第拿里人种。

库恩将早期不同群体间混血而产生出此种独特的第拿里人种表型称为“第拿里化”。库恩认为第拿里人种是一种特殊类型，起源于地中海人种和阿尔卑斯人种的古老混合人种。

## 分布

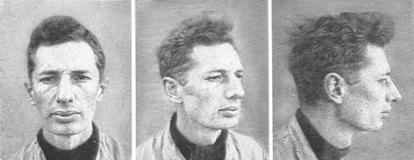
来自英格兰约克郡的英格兰人，第拿里人种。

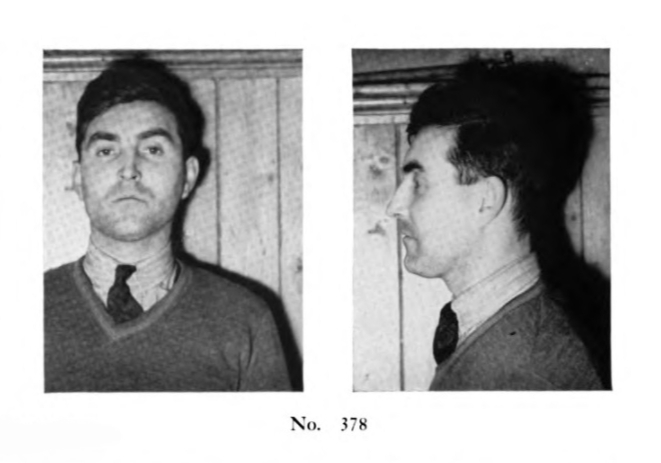
来自爱尔兰韦斯特米斯郡的爱尔兰人，第拿里人种。

第拿里人种主要分布在欧洲东南部的山区：黑山、波斯尼亚和黑塞哥维那、克罗地亚、塞尔维亚、斯洛伐克、斯洛文尼亚、奥地利、阿尔巴尼亚、保加利亚西北部的部分地区和北马其顿西北部。意大利北部和东部以及希腊西部、罗马尼亚、摩尔多瓦、乌克兰西部、德语区东南部和法国东南部部分地区。远至英国也有分布，为青铜时代早期的第拿里人种海上入侵者入侵不列颠与其邻近地区所产生的后代。

## 诺里克亚型
诺里克人种（英语：Noric Race）是人类学家维克多·莱伯泽特提出的一个种族类别。“诺里克人种”被认为是第拿里人种的一个子类型，此人种在外观上比标准的第拿里人种更具有北欧人种特征。该术语源自诺里库姆，罗马帝国的一个省份，大致相当于奥地利南部和斯洛文尼亚北部。该术语不能与字面拼写类似的北欧人种（英语：Nordic）相混淆。
诺里克人种的特点是身材高大、短颅型、鼻子凸出、长脸和宽额头。诺里克人种的肤色通常为浅色（类似北欧人种），金发和浅色的眼睛是此人种的人类学特征。